# Upplands runinskrifter 1037
U 1037 är en nu försvunnen vikingatida runsten som var inmurad i dörren mellan vapenhuset och själva kyrkan i Tensta kyrka, Tensta socken och Uppsala kommun. Stenen är troligen kvar på samma plats, men täckt av ett senare ditlagt golv.
Inskriften är känd efter träsnittet i Bautil (under beteckning B 499) och efter en läsning av Olof Celsius från 1727, men med felaktig omkastade runor 29 och 30. Av Celsius’ uppteckning framgår att runan 29 bör ha varit s. Bakvända s-runan i kombination med verbet haggva (hugga) i resarformeln brukades av runristaren Likbjörn. Troligen ligger stenen kvar i kyrkan under ett senare inlagt golv vid ingången i kyrkan ifrån vapenhuset. Vid ingången i vapenhuset låg U 1035.

## Inskriften
Translitterering av runraden:
[... lit hakua ... ...fast · faþur · sin · noa... ...ustur · s...a ka...]
Normalisering till runsvenska:
... let haggva ... ...fast, faður sinn ... [s]ystur s[in]a ...
Översättning till nusvenska:
… lät hugga …-fast, sin fader, … sin syster …